# Ștefania Stere
Ștefania Stere (n. 10 iunie 1929, Brăila, România – d. 5 noiembrie 2011, București, România) a fost o interpretă română de muzică populară din zona Dobrogei.

## Biografie
Simbol al cântecului dobrogean, Ștefania Stere s-a născut la Brăila. Viitoarea interpretă a fost o vajnică culegătoare de folclor, preocupată de "a scotoci" prin zestrea de cânt autentic, păstrat de generațiile de rapsozi populari.
Dornică de perfecționare, după absolvirea Liceului Comercial din Brăila, a urmat timp de trei ani, un curs de canto și solfegiu unde a avut-o ca profesor pe Maria Tănase. Și-a conturat în timp un stil de muzică original, susținându-l ca solistă a ansamblului „Perinița", a orchestrei "Doina Ilfovului" din București, unde a fost remarcată și apreciată pentru "valoarea interpretativă" de cunoscutul etnomuzicolog Tiberiu Alexandru.
A cântat în zeci de spectacole alături de mari nume ale cântecului popular Angela Moldovan, Maria Ciobanu, Lucreția Ciobanu etc. și a realizat de-a lungul anilor numeroase imprimări Radio Electrecord, fiind prezentă în spectacole de televiziune. A participat alături de cunoscuti interpreți la nenumărate turnee în țară și peste hotare (Belgia, Italia, Franța, URSS, Elveția), obținând premii și distincții: Premiul I la Festivalurile internaționale din Austria, Bulgaria și Spaffla, Medalia de aur" (Franța).
Pentru activitatea de păstrare și promovare a folclorului autentic, în anul 2004 interpreta a fost decorată cu Ordinul Meritul Cultural în grad de Cavaler.
În anul 2002 primește Diplomă de Excelența oferită de Ministerul Culturii și Cultelor, iar în anul 2003 Medalia Națională oferită de președintele României din acel an, Ion Iliescu.
În plan editorial, Ștefania Stere a semnat o reușită culegere de folclor sub genericul: „Zboară, zboară pescăruș".
Melodiile ei sunt difuzate uneori la postul Radio Antena Satelor. Au mai apărut interviuri și emisiuni cu Ștefania Stere la OTV și la TVRM.

## Repertoriu
Are un repertoriu alcătuit din cântece cum sunt: 
- Băiețașul meu drag
- Bine mi-e cu neamuri multe
- Cântă Dunărea
- Ce-ai crezut bade, că-mi pasă
- Ce cați bade pe la noi
- Cu frumosul m-am luat
- De-aș fi pasăre să zbor
- Leană, Leană, dunăreană
- M-a făcut mama să joc
- Măi ciobane de la oi
- Măi Ionele, flăcăiaș
- Mult mi-e dragă țara mea
- La fântânița din vale
- Pandelașul
- Zi-i bădiță cântecul

Discografia Stefaniei Stere

## Premii și distincții
- Premiul pentru întreaga activitate, acordat de Ministerul Culturii (2001). Artista nu s-a putut prezenta personal. Premiul a fost ridicat de soțul artistei.
- Medalia Națională Serviciul Credincios[2], clasa a III-a (2002).
- Ordinul Meritul Cultural în grad de Cavaler, Categoria D - „Arta spectacolului” (2004).[1]